# Pietro Cossa
Pietro Cossa (Roma, 25 gennaio 1830 – Livorno, 31 agosto 1881) è stato un drammaturgo italiano.

## Biografia
Nacque a Roma da una modesta famiglia di Arpino. Da piccolo rimase orfano di padre e fu affidato alle cure di uno zio sacerdote e docente di teologia, il quale gli fece conoscere e amare i classici latini. Dopo circa due anni di seminario a Segni, studiò a Roma in un collegio di Gesuiti, dal quale fu espulso per le sue intemperanze..
Dopo aver militato nei moti del 1849, fu esule nell'America Latina dopo la caduta della Repubblica romana. Nel Perù e in Cile fece le sue prime esperienze nel mondo della lirica come cantante nell'Ernani di Verdi e ne Il Barbiere di Siviglia di Rossini. Nel 1857 fece ritorno in Italia, a Jesi, dove visse per alcuni anni, esattamente di fronte al teatro dedicato a Giovanni Battista Pergolesi, successivamente ritornò a Roma dove visse con la madre dedicandosi agli studi letterari e scrivendo poesie e libretti d'opera. La sua prima opera di una certa importanza, Mario e i Cimbri, fu pubblicata nel 1864 dall'editore Barbèra di Firenze, ma mai rappresentata.
Insegnò italiano e storia nella scuola tecnica "Metastasio" di Roma e collaborò a vari quotidiani e periodici. Nel 1870 fece parte della Giunta governativa come regio commissario nei comuni della provincia. La sua fama di drammaturgo si consolidò definitivamente con la rappresentazione del Nerone, la sua opera maggiore. Nel gennaio 1874 fu iniziato in Massoneria nella Loggia Universo di Roma. Si ammalò di tifo a Livorno e morì in un albergo di questa città nell'estate del 1881..
Le ultime opere del Cossa, in particolare Giuliano l'Apostata, Cola di Rienzo e I Borgia rivelano la sua vena anticlericale.
A lui è dedicata una statua a Roma, fortemente voluta dalla massoneria e specialmente da Ettore Ferrari, inizialmente collocata in largo Arenula e poi trasferita nei giardinetti di Piazza della Libertà. In numerose città d'Italia come Roma, Milano, Brescia, Torino, Padova, Verona, Trieste, Rimini, Livorno, ma anche centri minori come Martina Franca, Corato e Segni, gli è stata dedicata una via.

## Opere
Quasi tutti i suoi drammi - che egli preferiva definire poemi drammatici o commedie - sono scritti in versi e incentrati su personaggi storici. Riflettendo le incertezze del suo tempo di transizione, il teatro del Cossa è un curioso impasto di antichi ideali del classicismo, tradizione popolaresca e tecnica veristica con facili cedimenti al sentimentalismo. Oltre al suo capolavoro Nerone (1872), ecco un elenco delle opere principali in ordine cronologico:
- Mario e i Cimbri, Firenze, 1864
- Puskin, Roma, 1870
- Beethoven, Milano, 1872
- Sordello, Milano, 1872
- Nerone, Milano, 1872
- I Monaldeschi, Milano, 1873
- Plauto e il suo secolo, Milano, 1876
- Messalina, Milano, 1876
- Giuliano l'Apostata, Torino, 1877
- Cleopatra, Torino, 1879
- Cola di Rienzo, Torino, 1879
- I Borgia, Torino, 1879
- Cecilia, Torino, 1885
- I Napoletani del 1799, Torino, 1891.